# Оба срца куцају к'о једно
Оба срца куцају к'о једно је трећи студијски албум Милоша Бојанића издат 1986. године у издању издавачке куће ПГП РТБ.

## Списак песама
| №   | Назив                    | Трајање |  |
| 1.  | Оба срца куцају 'о једно | 3:45    |  |
| 2.  | Криво ми је, криво је    | 3:28    |  |
| 3.  | Благо оном ко те воли    | 3:30    |  |
| 4.  | Још, још, још...         | 3:30    |  |
| 5.  | Таква се једном рађа     | 2:32    |  |
| 6.  | Кад имам тебе крај себе  | 3:05    |  |
| 7.  | Дођи, дођи...            | 3:00    |  |
| 8.  | Дајте ми вина и свираче  | 3:38    |  |
| 9.  | Ако си слободна вечерас  | 3:10    |  |
| 10. | Због тебе, једина моја   | 3:28    |  |